# Coulmiers
Coulmiers – miejscowość i gmina we Francji, w Regionie Centralnym, w departamencie Loiret.
Według danych na rok 1990 gminę zamieszkiwało 591 osób, a gęstość zaludnienia wynosiła 41 osób/km² (wśród 1842 gmin Regionu Centralnego Coulmiers plasuje się na 612. miejscu pod względem liczby ludności, natomiast pod względem powierzchni na miejscu 911.).